# بيت سميث (لاعب كرة قاعدة)
بيت سميث (بالإنجليزية: Pete Smith) هو لاعب كرة قاعدة أمريكي، ولد في 19 مارس 1940 في ناتيك في الولايات المتحدة.